# Anton Geesink
Antonius Johannes Geesink, detto Anton (Utrecht, 6 aprile 1934 – Utrecht, 27 agosto 2010), è stato un judoka, lottatore e wrestler olandese.

## Biografia
Ben presto abbandonò gli studi per dedicarsi al lavoro. Nel tempo libero praticava nuoto e calcio. A quattordici anni durante l'intervallo di una partita gli capitò di assistere ad una dimostrazione di judo e fu il colpo di fulmine.
Lavorava come operaio in un cantiere di giorno mentre la sera si allenava sul tatami. A 22 anni era così forte che saltati gli europei di judo a Vienna per l'invasione sovietica in Ungheria partecipò e vinse i campionati olandesi di lotta greco-romana.
Fu il primo judoka europeo a infrangere il mito della supremazia giapponese vincendo nel 1961 il campionato del mondo di Parigi dove, battuti Kaminaga e Koga, detronizzò in finale Sone, campione in carica dal 1958. Tre anni dopo, nella prima Olimpiade della storia del judo (1964) nella categoria open (senza distinzione di peso) sconfisse Aiko Kaminaga fra la costernazione del pubblico e dei tecnici nipponici.
Nel 1967 vinse il terzo campionato europeo a Roma e poi si ritirò dall'attività agonistica rimanendo imbattuto.

### Wrestling
Dal 1973 al 1978, quando ormai si era ritirato dalle gare, lottò come wrestler in Giappone divenendo molto popolare.

### Maestro di judo
Successivamente si dedicò all'insegnamento del judo cercando di formare un'alternativa al metodo classico giapponese basato sulla progressione detta Go kyo (5 classi). Egli distinse e riclassificò le tecniche di judo in base alle azioni che potevano compiere le gambe e le braccia del combattente, superando la distinzione classica di mano-anca-gamba fatta dal Maestro fondatore. Vennero da lui chiamate tecniche con "braccio d'azione" quelle in cui cambiare la presa all'avversario, e con "braccio di lavoro" quelle in cui era necessario un controllo della presa costante. Inoltre differenziò in "gamba d'azione" quelle tecniche in cui ci si serviva delle gambe per proiettare l'avversario e in "gamba di lavoro" quelle in cui la dinamica della tecnica era fornita dallo spostamento. Lo sforzo fatto da Geesink appare inutile poiché a tutt'oggi viene adottato il metodo tradizionale giapponese che non è mai cambiato nel corso degli anni. Molti ammettono però che "the Dutchman" sia senza dubbio uno dei migliori judoka della storia.
Ne 1987 diventa membro del comitato olimpico olandese, poi membro del CIO Comitato Olimpico Internazionale.

## Palmarès

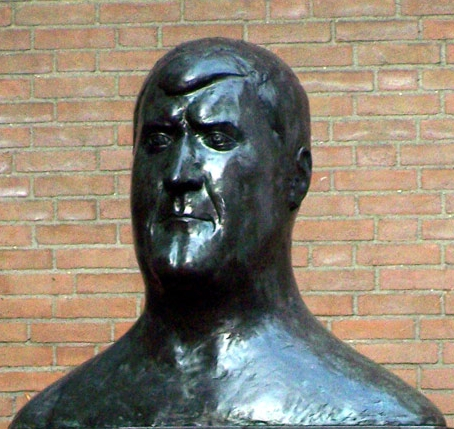
Busto di Anton Geesink a Utrecht

- Medaglia d'oro ai Giochi olimpici di Tokyo 1964 nella categoria OPEN
- Campione del mondo 1961 nella categoria OPEN a Parigi
- Campione del mondo 1965 nella categoria MASSIMI a Rio de Janeiro
- Campione d'Europa 1952 nella categoria I Dan a Parigi
- Campione d'Europa 1953 nella categoria OPEN a Londra
- Campione d'Europa 1954 nella categoria OPEN a Bruxelles
- Campione d'Europa 1955 nella categoria III Dan a Parigi
- Medaglia d'Argento ai Campionati Europei 1955 nella categoria OPEN a Parigi
- Campione d'Europa 1957 nella categoria IV Dan a Rotterdam
- Campione d'Europa 1957 nella categoria OPEN a Rotterdam
- Campione d'Europa 1958 nella categoria IV Dan a Barcellona
- Campione d'Europa 1958 nella categoria OPEN a Barcellona
- Campione d'Europa 1959 nella categoria OPEN a Vienna
- Campione d'Europa 1959 nella categoria MASSIMI a Vienna
- Campione d'Europa 1960 nella categoria OPEN ad Amsterdam
- Campione d'Europa 1960 nella categoria MASSIMI ad Amsterdam
- Campione d'Europa 1961 nella categoria OPEN a Milano
- Campione d'Europa 1961 nella categoria MASSIMI a Milano
- Campione d'Europa 1962 nella categoria OPEN a Essen
- Campione d'Europa 1962 nella categoria MASSIMI a Essen
- Campione d'Europa 1963 nella categoria OPEN a Ginevra
- Campione d'Europa 1963 nella categoria MASSIMI a Ginevra
- Campione d'Europa 1964 nella categoria OPEN a Berlino
- Campione d'Europa 1964 nella categoria MASSIMI a Berlino
- Campione d'Europa 1967 nella categoria OPEN a Roma

A queste vittorie nel judo, vanno aggiunti 3 primi posti al campionato olandese di lotta greco-romana.